# Пийт Дейвидсън
Питър Майкъл Дейвидсън (на английски: Peter Michael Davidson) е американски актьор.
Роден е на 16 ноември 1993 година в Ню Йорк в католическо семейство на пожарникар, загинал при Атентатите от 11 септември 2001 година. Първите си опити като комик прави още като ученик и получава широка известност с работата си в популярното комедийно предаване „Сатърди Найт Лайв“ от 2014 до 2022 година. Снима се и в киното във филми като „Изкуството да бъдеш възрастен“ (The King of Staten Island, 2020), „Отрядът самоубийци“ (The Suicide Squad, 2021), „Убийствена игра“ (Bodies Bodies Bodies, 2022), „Трансформърс: Възходът на зверовете“ (Transformers: Rise of the Beasts, 2023).

## Избрана филмография
- „Какво искат мъжете“ (What Men Want, 2019)
- „Изкуството да бъдеш възрастен“ (The King of Staten Island, 2020)
- „Отрядът самоубийци“ (The Suicide Squad, 2021)
- „Убийствена игра“ (Bodies Bodies Bodies, 2022)
- „Трансформърс: Възходът на зверовете“ (Transformers: Rise of the Beasts, 2023)
- „Луди пари“ (Dumb Money, 2023)